# Årefod
En årefod er i zoologi en fuglefod med de fire tæer siddende i samme plan og forbundet med svømmehud. Tæerne har små kløer.
Årefodede fugle er havfugle, der dykker efter føden. Årefoden har den fordel, at den giver stor fart, når den føres gennem vandet. Svømmehudens store overflade presser vandet tilbage, og kraften overføres til fuglen, som kommer hurtigt fremad. Foden fungerer altså som en åre.
Eksempler på årefodede fugle er Skarv og Sule.

## Årefodede
De årefodede var traditionelt en orden af fugle, der omfattede alle fugle med årefod og andre fællestræk som eksempelvis en bar strubeplet, manglende rugepletter og helt eller delvis lukkede næsebor. Ved DNA-undersøgelser af forskellige årefodede fuglearter har det vist sig, at de ikke alle er beslægtede. Der har i stedet været tale om konvergent evolution, hvor fuglene har udviklet ens træk. De årefodede deles nu i ordenerne Suliformes (bl.a. suler, skarver og fregatfugle), Pelecaniformes (bl.a. pelikaner samt nu også hejrer og ibisser) og den kun fjernt beslægtede Phaethontiformes (tropikfugle).
Den tidligere orden kunne omfatte familierne:
- Familie Tropikfugle Phaethontidae
- Familie Suler Sulidae
- Familie Skarver Phalacrocoracidae
- Familie Slangehalsfugle Anhingidae
- Familie Pelikaner Pelecanidae
- Familie Fregatfugle Fregatidae